# Callirhipis dejeanii
Callirhipis dejeanii is een keversoort uit de familie Callirhipidae. De wetenschappelijke naam van de soort is voor het eerst geldig gepubliceerd in 1829 door Latreille.